# Ulriksholm
Ulriksholm er en fredet hovedgård sydvest for Kertinge Nor på Fyn. Den blev oprettet i 1525 af Mikkel Pedersen Akeleye og kaldtes tidligere Skinnerup.
I 1616 overtog Christian 4. slottet, og fra 1636 til 1646 udbyggede han det. Den nuværende hovedbygning er opført i denne periode. Han overdrog det herefter til sin søn Ulrik Christian Gyldenløve, som han havde med Vibeke Kruse. Slottet blev omdøbt til Ulriksholm i 1645, men den unge grev Ulrik Christian Gyldenløve nåede dog kun at nyde sin bolig i få år; han døde allerede i 1658, kun 28 år gammel.
Ulriksholm ligger i Kølstrup Sogn, Bjerge Herred, Kerteminde Kommune – ca. 6 km sydvest for Kerteminde.
Slottet er et typisk renæssanceslot. Slottet stod færdig i 1645, men tårnet er tilføjet i slutningen af det 18. århundrede. Slottet er fredet og delvist åbent for offentligheden.
Ulriksholm og Ørnfeldt godser er på 337 hektar.

## Ejere af Ulriksholm
- (1525-1539) Mikkel Pedersen Akeleye
- (1539-1589) Knud Mikkelsen Akeleye
- (1589-1616) Christian Madsen Akeleye
- (1616-1645) Kronen
- (1645-1658) Ulrik Christian greve Gyldenløve
- (1658-1673) Thomas Seymaldt
- (1673-1676) Abel Cathrine von der Wisch, enke efter Hans Hansen. Hun købte 1672 Østergård, som i mere end 100 år var i Brüggemann-familiens eje.
- (1676-1679) Torben Nielsen[3]
- (1676-1687) Nicolaus von Brüggemann (som administrator for mindreårig hustru)
- (1687-1702) Hedvig Spend, enken. Giftedes med Jacob von Kemphe, søn af den svenske oberst Johann Reichwald von Kämpfen
- (1702-1730) Godske Hans von Brüggemann
- (1730-1761) Ulrik Frederik von Heinen
- (1761-1790) Cathrine von Brüggemann, enken
- (1790-1826) Poul Rosenørn
- (1826-1855) Rasmus Petersen
- (1855-1860) Adam Christopher Holsten-Charisius
- (1860-1863) Gustav Alexander Berner-Schilden-Holsten
- (1863-1895) Frederik Vilhelm Steen Danneskiold-Samsøe
- (1895-1925) Eugenie Frederikke Charlotte Clara Holstein-Ledreborg gift af Danneskiold-Samsøe
- (1925-1928) Hans Benedict greve Ahlefeldt-Laurvig
- (1928-1947) Helge de Plessis-Richelieu
- (1947-1952) Niels Johannes Haustrup
- (1952-1986) Ulriksholm Og Ørnfeldt A/S v/a Kurt Allan Haustrup
- (1986-1998) Ørnfeldt Gods A/S v/a Lisbet Haustrup / Ole Stenderup / enkefru Helle Haustrup
- (1998-2011) Ørnfeldt Gods A/S v/a Lisbet Haustrup
- (2011-) Ulriksholm A/S